# جف کیت
جف کیت (انگلیسی: Jeff Keith؛ زادهٔ ۱۲ اکتبر ۱۹۵۸) یک موسیقی‌دان اهل ایالات متحده آمریکا است.